# David Chokachi
David Chokachi, född David Al-Chokhachy den 16 januari 1968 i Plymouth, Massachusetts, är en amerikansk skådespelare.

## Biografi
Chokachis far har turkisk härkomst och hans mor härstammar från Finland.

## Filmografi (urval)
- 1995–1999 – Baywatch (TV-serie) (89 avsnitt)
- 1997 – Kära Susan (TV-serie) (1 avsnitt)
- 1997 – Sabrina tonårshäxan (TV-serie) (1 avsnitt)
- 1999 – VIP (TV-serie) (1 avsnitt)
- 2001–2002 – Witchblade (TV-serie) (23 avsnitt)
- 2003 – She Spies (TV-serie) (1 avsnitt)
- 2006–2009 – Beyond the Break (TV-serie) (26 avsnitt)